# Primula clarkei
Primula clarkei är en viveväxtart som beskrevs av David Allan Poe Watt. Primula clarkei ingår i släktet vivor, och familjen viveväxter. Inga underarter finns listade i Catalogue of Life.